# Zhangzhou
Zhangzhou (kin. 漳州市; pinyin: Zhāngzhōu) ili Changchow (stara romanizacija i poštanski naziv) je kineski grad smješten u primorskoj provinciji Fujian na jugoistoku zemlje. Grad se nalazi na obalama rijeke Jiulong, te graniči s gradovima Xiamen i Quanzhou na sjeveroistoku, Longyanom na sjeverozapadu te provincijom Guangdong na jugozapadu.
Glavni dijalekt kojim govore stanovnici Zhangzhoua je Hokkien, jedan od glavnih Min Nan jezika koji ima oko 47 milijuna izvornih govornika. Međutim, u službene, poslovne i političke svrhe koristi se mandarinski kineski.
U gradu prevladava vlažna sutropska klima pod utjecajem monsuna s blagim i toplim zimama te dugim, vrućim i vlažnim ljetima. Prosječna dnevna temperatura tijekom godine se kreće od najnižih 18 °C do najviših 25,9 °C.

## Povijest
Tijekom rane dinastije Qing, Zhangzhou je osnovan kao glavna luka pokrajine Fujian za trgovinu s portugalskim Makaom i španjolskom Manilom. Ime mu potječe od kineskog naziva za kotar (zhou) Zhang, čije je središte bio. Jedno vrijeme su Portugalci držali entrepot (bescarinsku trgovačku postaju) u gradu.
Iz tog vremena potječu i Tuloui Fujiana ( 福建土楼 Fújiàn Tǔlóu, što znači „Zemljane građevine Fujiana”), skupina od 46 građevina naroda Hakka, i drugih, izgrađenih od 12. do 20. stoljeća na području od 120 km², na jugozapadu pokrajine Fujian. Tuloui Fujiana su 2008. godine upisani na UNESCO-ov popis mjesta svjetske baštine u Aziji i Oceaniji kao „izvanredan primjer graditeljske tradicije i funkcionalnosti određenog tipa komunalnog života i obrambene organizacije u skladnom odnosu s prirodnim krajolikom”.
Ulice grada su početkom 20. stoljeća bile popločene granitom. U to vrijeme primarna industrijska djelatnost bili su proizvodnja cigle, šećera i svile. 1911. godine populacija grada je procijenjena na oko milijuna ljudi.
S vremenom je Zhangzhou postao središnje urbano područje okruga Xiangcheng koje je u travnju i svibnju 1932. okupirala komunistička gerila pod vodstvom Mao Ce-tunga. Zbog prisutnosti zapadnih vojnih brodova u zaljevu Xiamen, onemogućena je sovjetska pošiljska oružja preko rijeke Jiulong. Oružjem su se trebale opskrbiti Maove vojne snage u glavnoj kineskoj komunističkoj bazi. Prema nekim izvješćima, Maove snage su uzela znatnu količinu ratnog plijena iz praznih kuća stanovnika Zhangzhoua koji su se povukli iz grada tijekom Kineskog građanskog rata.

## Administrativna podjela
Prema podacima iz 2010., grad je imao 4.809.983 stanovnika od čega se središnji kotari Longwen i Xiangcheng smatraju urbanim užim gradskim područjem. Zhangzhou je tehnički gledano prefektura na razini grada, te je administrativno podijeljen na dva kotara, osam okruga i grad na razini okruga:
| 1. Xiangcheng (kin. 芗城区) - kotar. 2. Longhai (龙海市) - grad na razini okruga. 3. Longwen (龙文区) - kotar. | 1. Changtai (长泰县) - okrug. 2. Dongshan (东山县) - okrug. 3. Hua'an ( 华安县) - okrug. | 1. Nanjing (南靖县) - okrug. 2. Pinghe (平和县) - okrug. 3. Yunxiao (云霄县) - okrug. | 1. Zhangpu (漳浦县) - okrug. 2. Zhao'an (诏安县) - okrug. |

| Zemljovid |
| --- |
| Xiangcheng Longwen Yunxiao okrug Zhangpu okrug Zhao'an okrug Changtai okrug Dongshan okrug Nanjing okrug Pinghe okrug Hua'an okrug Longhai grad Dongding otok Bilješka: Tajvanski otok Kinmen potražuje NR Kina |

## Obrazovanje
U Zhangzhou postoje dvije visokoobrazovne institucije:
- Sveučilište u Zhangzhou je državno sveučilište koje nudi 47 preddiplomskih i 12 diplomskih smjerova.
- Zhangzhou znanstveno-tehnološki koledž je prvi privatni koledž na svijetu specijaliziran za obrazovanje stručnjaka u industriji čaja.

## Poznate osobe
- Chen Yuanguang, (657. – 711.) - vojskovođa koji je držao kontrolu na području današnjeg Fujiana i sjeveru provincije Guangdong.
- Khaw Soo Cheang, (1786. – 1882.) - trgovac i omiljeni guverner tajlandske kraljevske obitelji.
- Lin Yutang, (1895. – 1976.) - kineski književnik, kulturni veleposlanik i izumitelj.

## Vanjske poveznice
- Službene web stranice grada  Arhivirana inačica izvorne stranice od 11. travnja 2008. (Wayback Machine)